# Angustonicus boucheti
Angustonicus boucheti är en kackerlacksart som beskrevs av Philippe Grandcolas 1997. Angustonicus boucheti ingår i släktet Angustonicus och familjen storkackerlackor.
Artens utbredningsområde är Nya Kaledonien. Inga underarter finns listade i Catalogue of Life.